# Blue Wing Airlines
Die Blue Wing Airlines (BWA) ist eine in Suriname beheimatete private Fluggesellschaft. Heimatbasis ihrer kleinen Flotte ist der Flugplatz Zorg en Hoop in Paramaribo. Hier am Doekhieweg, im gleichnamigen Stadtteil Zorg en Hoop befindet sich auch die Verwaltung der Airline. Die Fluggesellschaft ist derzeit auf der EU-Flugsicherheitsliste geführt und somit vom Flugbetrieb in der Europäischen Union ausgeschlossen.
Im Januar 2002 begann die BWA mit ihrer unternehmerischen Tätigkeit. Sie führt seither überwiegend inländische Linien- sowie Charterflüge aus.    
Bereits von Juni 2006 bis November 2007 hatte die Fluggesellschaft wegen Sicherheitsmängeln auf dieser sog. Schwarzen Liste der EU gestanden. Im Juli 2010 und zuletzt im Juni 2016 wurde Blue Wing Airlines erneut auf diese Liste aufgenommen.

## Streckennetz
Die BWA unterhält neben inländischen Passagier- und Frachtflügen auch einen Liniendienst nach Guyana. Die Flüge auf der Strecke Paramaribo–Georgetown–Paramaribo werden drei Mal pro Woche ausgeführt.

## Flotte
Die Flotte der Blue Wing Airlines besteht (Stand 2022) aus acht Flugzeugen:
- 3 Cessna 208
- 2 Cessna 206
- 2 Twin Otter DHC 6
- 1 Reims-Cessna F406 Caravan II

## Unfälle
Am 3. April 2008 stürzte eine der fünf Antonows der BWA  bei Benzdorp in der Nähe der Grenze zu Französisch-Guyana ab. Hierbei kamen alle 19 Insassen einschließlich der Pilotin Soeriani Jhauw-Verkuyl (36) und des Copiloten Robert Lackin (23) ums Leben. Die Pilotin war die Ehefrau von Amichand Jhauw, dem Direktor der Fluggesellschaft. Ihr Bruder, ebenfalls Pilot der BWA, stand zum Zeitpunkt des Unglücks ebenfalls mit einer Antonow auf dem Airstrip Lawa Antino bei Benzdorp.
Die stark verkohlten Leichen wurden noch am Tage des Absturzes nach Paramaribo überführt. Eine Gruppe von sechs Experten aus den Niederlanden flog bereits am 4. April nach Suriname, um die surinamischen Behörden bei der Identifikation der Leichen und bei der Aufklärung des Absturzes zu unterstützen.
Am 15. Mai 2010 verunglückte erneut eine Antonow An-28 der BWA, bei der alle acht Insassen einschließlich des Piloten Peter Veldkamp und der Copilotin Nerina Latchmansing ums Leben kamen. Das Unglück ereignete sich circa 10 Minuten nach dem Start in Godo Olo, auf dem Weg nach Paramaribo in der Nähe des Dorfes Poeketie (auch: Puketi) im Distrikt Sipaliwini, am Tapanahony.